# Aermacchi MB-339
Aermacchi MB-339 – це легкий навчально-штурмовий літак, який використовується ВПС Італії в трьох версіях: A, PAN і CD. Наступник MB.326, MB.339 характеризується піднятим заднім сидінням, необхідним для забезпечення інструктору гарної видимості, особливо під час військових навчань. Його також можна використовувати для місій близької авіаційної підтримки.
Версія A використовується для пілотів-студентів ВПС, які проходять етап II (первинна підготовка пілотів). Варіант PAN виявився дуже придатним для діяльності Frecce Tricolori.
MB.339CD (повністю цифровий) — це оновлена та вдосконалена версія авіоніки, яка використовується для трекових і дистанційно пілотованих винищувачів фази III і призначена виключно для пілотів-студентів, обраних для ліній винищувачів і «дистанційно пілотованих».
Основною відмінністю між A та CD є прилади: 3 кольорові екрани (багатофункціональний дисплей) і Head Up Display в обох кабінах. MB.339CD також можна використовувати для завдань протиповітряної оборони для протидії повітряним загрозам на низькій швидкості й висоті, таким як можлива терористична атака.
Він був повністю спроектований і побудований в Італії компанією Aermacchi.

### Технічні характеристики
- Розмах крила: 10,85 м
- Довжина: 10,97 м
- Висота: 3,96 м
- Максимальна злітна вага: 5900 кг
- Силова установка: один турбореактивний двигун Rolls-Royce Viper Mk.632 з потужністю 17,8 кН
- Максимальна швидкість: 900 км/год
- Дальність польоту : 1700 км
- Екіпаж: 1-2 пілоти
- Озброєння: до 2040 кг зовнішніх навантажень (ракети «повітря-повітря» з інфрачервоним наведенням AIM-9L Sidewinder, контейнер для 12,7-мм кулеметів або 30-мм гармати, бомби, ракетні контейнери, допоміжні баки).[1]